# ستان رايت
ستان رايت (بالإنجليزية: Stan Wright)‏ هو مدرب رياضي أمريكي، ولد في 11 أغسطس 1921، وتوفي في 8 نوفمبر 1998.

## وصلات خارجية
- ستان رايت على موقع الاتحاد الأمريكي لسباقات المضمار والميدان، قاعة المشاهير (الإنجليزية)